# Sächsisch-Thüringische Industrie- und Gewerbeausstellung Leipzig 1897

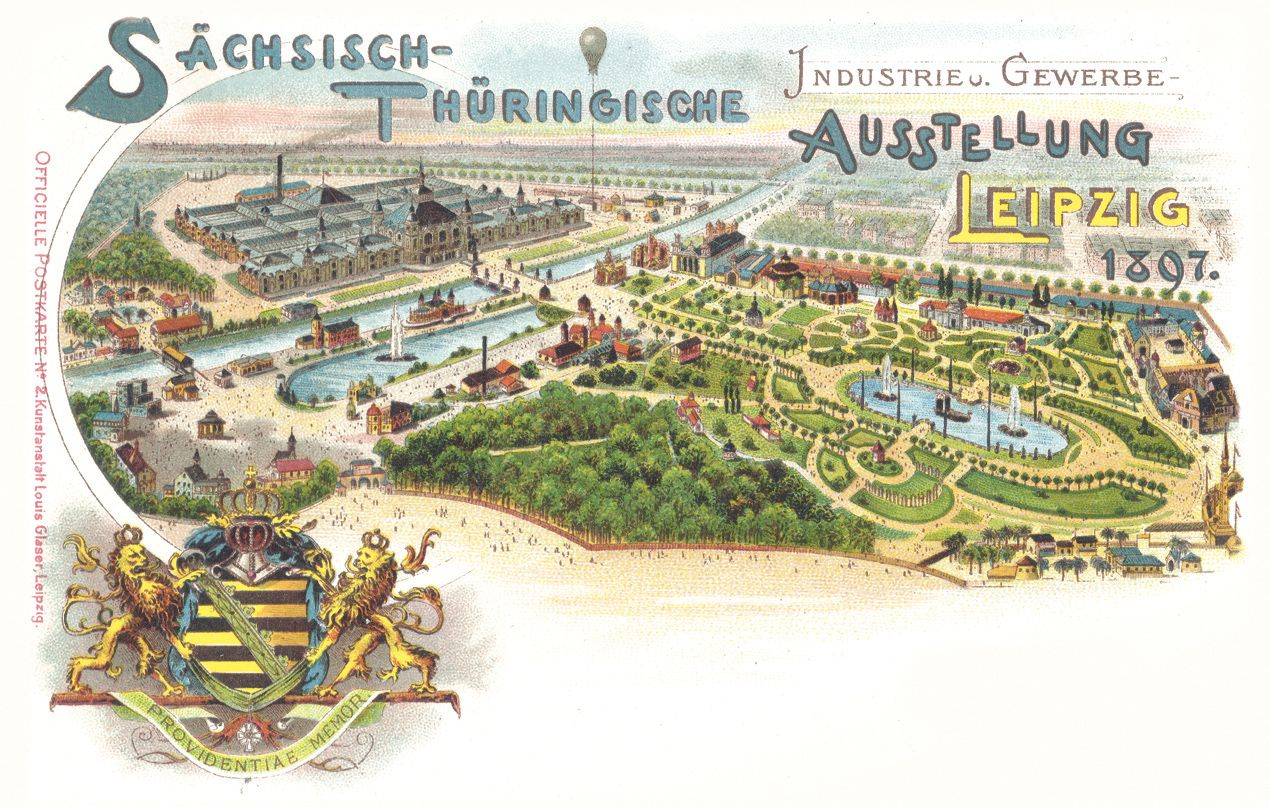
Ansichtskarte des Ausstellungsgeländes

Die Sächsisch-Thüringische Industrie- und Gewerbeausstellung Leipzig 1897 (STIGA) war eine umfassende Leistungsschau Mitteldeutschlands vom 24. April bis 19. Oktober 1897 in Leipzig, verbunden mit vielseitigen Unterhaltungsangeboten.
Die überregionale Ausstellung hatte 2,4 Millionen Besucher. Es war nach der Gewerbe- und Industrie-Ausstellung zu Halle a.d.S. 1881 die bis dato größte Ausstellung in Mitteldeutschland. Die Gesamtkosten betrugen 2,1 Millionen Mark. Für die Entwicklung der Leipziger Messe bewirkte sie die erstrebten Impulse.
Leipzig würdigt 2022 das 125-jährige Jubiläum dieser Ausstellung und ihre wirtschaftliche Ausstrahlung für die Stadt und die beteiligten Regionen.

## Anlass

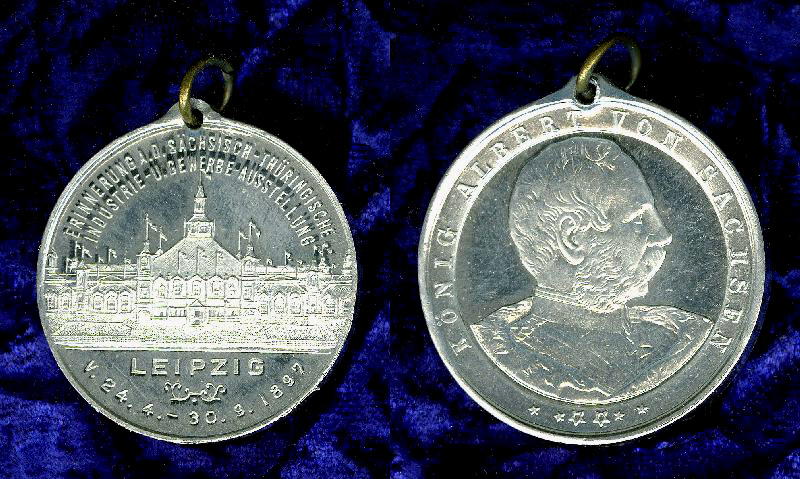
Medaille König Alberts anlässlich der Ausstellung

1897 war der 400. Jahrestag der Verleihung des kaiserlichen Messeprivilegs für Leipzig als Reichsmesse durch den römisch-deutschen König und späteren Kaiser Maximilian I. (1459–1519).
Dieser Anlass wurde genutzt, um nach dem Übergang zur Mustermesse 1895 der Leipziger Messe neuen Schwung zu verleihen, da Konkurrenz insbesondere auch von Berlin drohte, das sich anschickte, ebenfalls eine Mustermesse auszurichten und mit der Berliner Gewerbeausstellung 1896 ein Achtungszeichen gesetzt hatte. Mit der Einbeziehung der thüringischen, sächsisch-ernestinischen Herzogtümer wollte man an das einst ungeteilte Kurfürstentum Sachsen erinnern.
Eingeladen waren auch Aussteller aus dem Herzogtum Anhalt, den preußischen Provinzen Sachsen und Brandenburg (mit Ausnahme Berlins), dem Regierungsbezirk Liegnitz von Schlesien sowie den drei fränkischen Kreisen Bayerns.
Der sächsische König Albert (1828–1902) übernahm die Schirmherrschaft der Ausstellung. Die Vorbereitungen begannen 1894, da ursprünglich 1895 als Ausstellungsjahr geplant war.

## Ausstellung

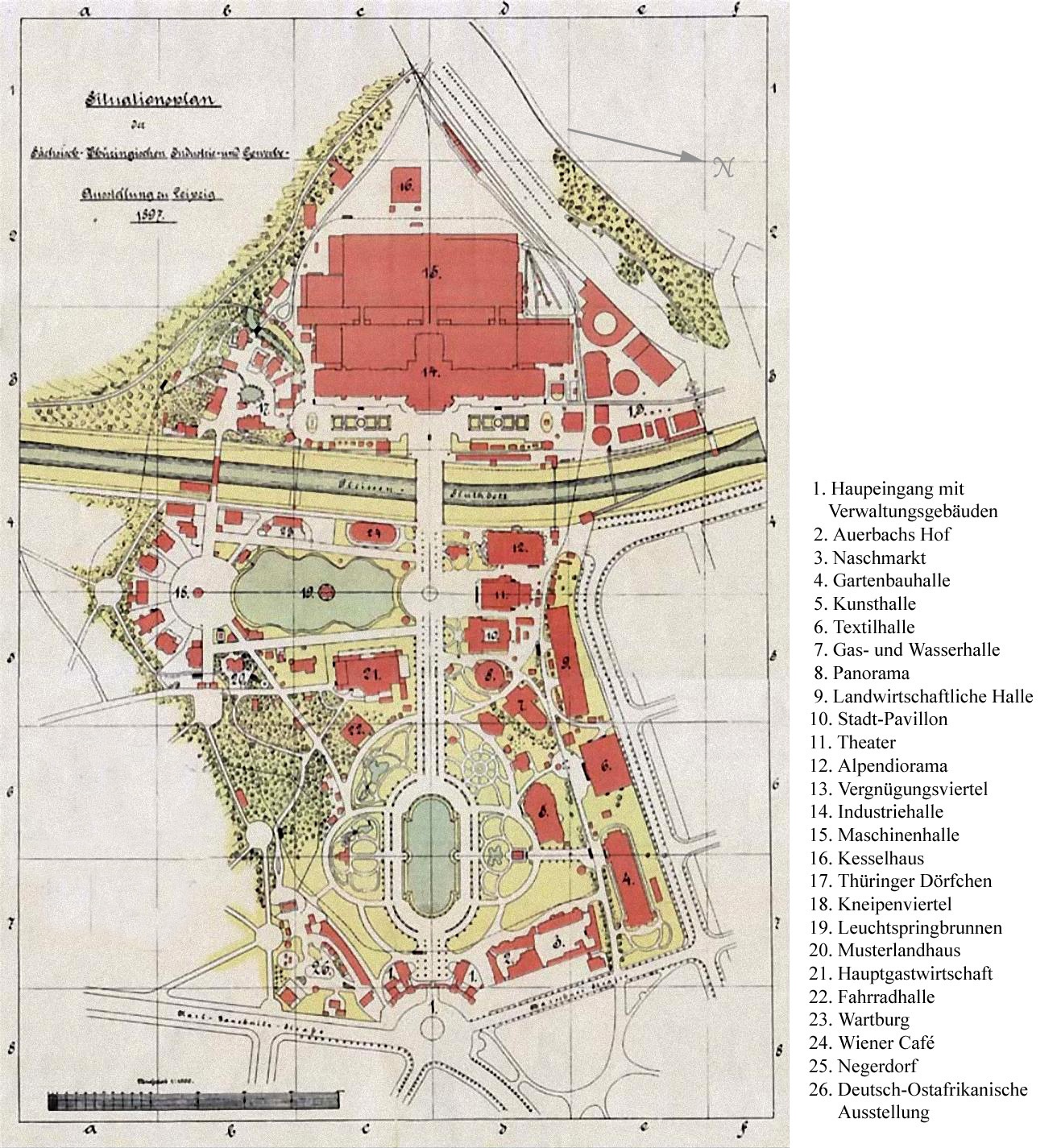
Lageplan der Ausstellung

Als Ausstellungsgelände wurde ein Areal von 40 Hektar westlich des neu entstandenen Musikviertels und des Johannaparks gewählt, das sich zu beiden Seiten des Elsterflutbetts (damals noch Pleißeflutbett) erstreckte.
Chefarchitekt der Ausstellung war Arwed Roßbach (1844–1902), der bereits etliche bedeutende Bauten im Musikviertel errichtet hatte. Die Bauleitung wurde den bekannten Architekten Heinrich Tscharmann (1859–1932), Hans Enger, August Hanemann (1840–1926), August Hermann Schmidt (1858–1942), Arthur Johlige, (1857–1937) und Fritz Drechsler (1861–1922) übertragen.
Ausgehend von der Einmündung der Beethovenstraße in die Karl-Tauchnitz-Straße wurde als Mittelachse des Geländes eine Allee mit einer Brücke über das Pleißeflutbett bis zur 40.000 Quadratmeter großen Haupthalle der Ausstellung, der Industriehalle, angelegt, die König-Albert-Allee (heute Anton-Bruckner-Allee). Der Haupteingang des Geländes am Beginn der heutigen Anton-Bruckner-Straße (Kreisverkehr Karl-Tauchnitz-Straße) war von zwei mächtigen weißen Säulen flankiert. Bis zum Brückenübergang lag eine Vielzahl weiterer Ausstellungshallen, wie die landwirtschaftliche Halle, die Gartenbauhalle, die Textilhalle, die Gas- und Wasserhalle, die Fahrradhalle, ein Pavillon der Stadt Leipzig, Hallen von Einzelfirmen und eine Kunsthalle. Insgesamt nahmen 3027 ausstellende Unternehmen teil.
Für die Kunstausstellung wählte eine Jury 864 Kunstwerke von 362 sächsischen und thüringischen Künstlern aus. Neben Gemälden und Plastiken waren auch Architekturentwürfe vertreten. Kontrovers aufgenommener Höhepunkt der Ausstellung war Max Klingers (1857–1920) Monumentalgemälde Christus im Olymp, das hier erstmals der Öffentlichkeit vorgestellt wurde.
Auf Schauwert ausgelegt war der Nachbau mittelalterlicher Leipziger Gebäude in Originalgröße mit dem Alten Rathaus, Auerbachs Hof und dem Naschmarkt, eines Thüringer Dorfes mit Kirche, Mühle, Gasthof und Bauernhöfen sowie einer sogenannten Tiroler Bergfahrt. Außerdem gab es die „Deutsch-Ostafrikanische Ausstellung“, eine Kolonialausstellung mit dem Nachbau einer Handelsstraße in Daressalam und einer afrikanischen Eingeborenensiedlung („Negerdorf“), die von mehr als 50 Bantuleuten bevölkert war.
Sowohl in der Mitte der König-Albert-Allee als auch südlich von ihr waren künstliche Teiche angelegt worden, letztgenannter hatte in der Mitte eine farbig beleuchtete Fontäne. Um ihn gruppierten sich das Hauptrestaurant, das Hauptcafé (Wiener Café) und das Kneipenviertel. Es gab ein eigenes Theater und einen Rummelplatz (Vergnügungsviertel). Das Gelände konnte mit einer kleinen, von einer Elektrolokomotive gezogenen Bahn umrundet werden.
Hinter der Haupt-Ausstellungshalle befanden sich die Betriebsanlagen des Geländes. Ein eigenes Kraftwerk sorgte für den elektrischen Strom. Eigene Dampf- und Wasserleitungsnetze waren vorhanden. Alle Gebäude und Anlagen waren ausschließlich durch sächsische und thüringische Firmen errichtet worden.

Ansichtskarten von der Ausstellung
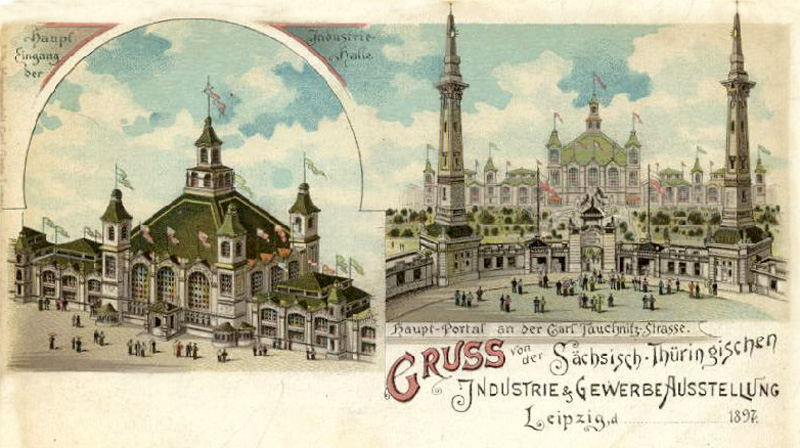
Haupteingang und Industriehalle
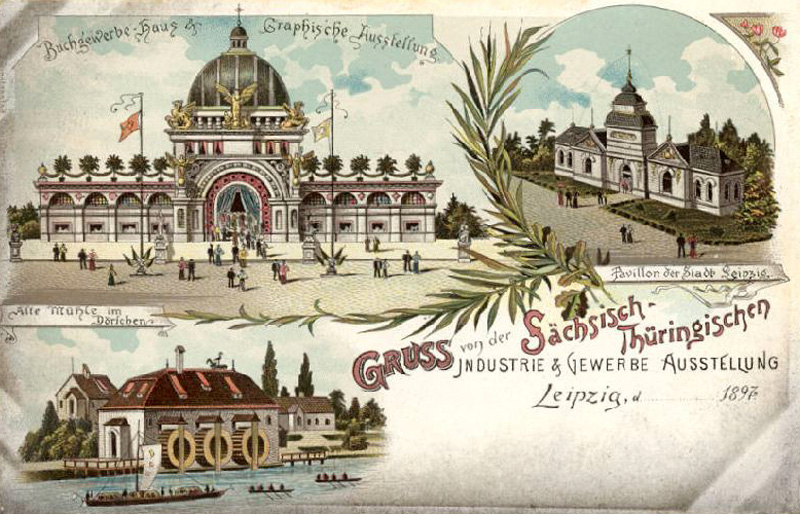
Buchgewerbehaus
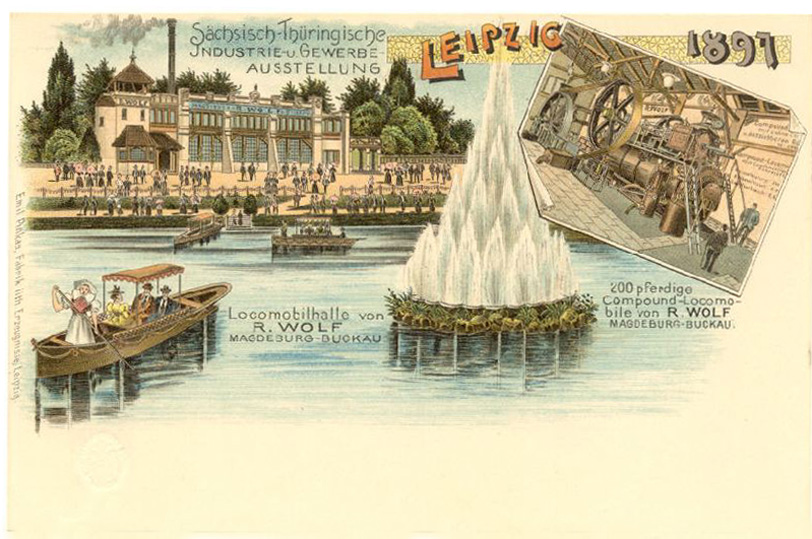
Locomobilhalle und Fontäne
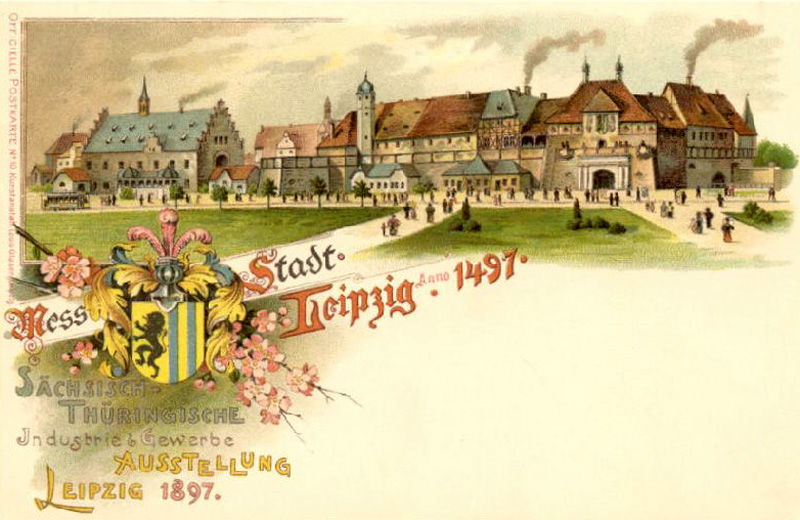
Nachbau von Alt-Leipzig

## Bilanz und Nachnutzung
Als die Ausstellung feierlich schloss, hatten sie 2,4 Millionen Besucher gesehen. Damit hatten sich die Gesamtkosten von 2,1 Millionen Mark (1,7 Millionen Mark aus Spenden der Bürgerschaft) rentiert. Es war die größte Ausstellung, die Leipzig je erlebt hatte. Auch die weitere Entwicklung der Messe hatte die gewünschten Impulse erhalten.
Die Bauten, die in einer leichten Bauweise nur für die Ausstellung errichtet worden waren, wurden sämtlich wieder abgerissen. 1899 erhielt der neu entstandene Park auf dem ehemaligen Gelände der Gewerbeausstellung den Namen „König-Albert-Park“.
Die Anton-Bruckner-Allee und die beiden Teiche sind noch direkte Zeugen der Ausstellung. Aus Schuttresten der Ausstellung wurden im mittleren Teil zwei Hügel gebildet, die in den heutigen Park integriert sind, der Leonorenhügel oder „Kleine Warze“ (110,5 Meter über NHN) zwischen Franz-Schubert-Platz und der ehemaligen Gartenbauhalle der Ausstellung, und die „Warze“ oder „Große Warze“ (112,5 Meter über NHN) gegenüber dem Inselteich am Standort des ehemaligen Theaters. Beide dienen heute als Rodelhänge.
Ein Gebäude existiert noch. Im Kneipenviertel der Ausstellung gab es die Gaststätte Blockhaus, die auch als solches errichtet war und von der Leipziger Brauerei F. A. Ullrich betrieben wurde. Diese Brauerei setzte das Blockhaus nach Ausstellungsende als Gartenlokal in den Kleingartenverein „Westvorstädtischer Schreberverein zu Leipzig-Kleinzschocher“ an der Diezmannstraße um, wo es bis in die 1980er Jahre noch als solches fungierte, danach als Räumlichkeiten des Kleingartenvorstands. Der Kleingartenverein heißt seit 1934 „Blockhaus“.

Überbleibsel der Ausstellung
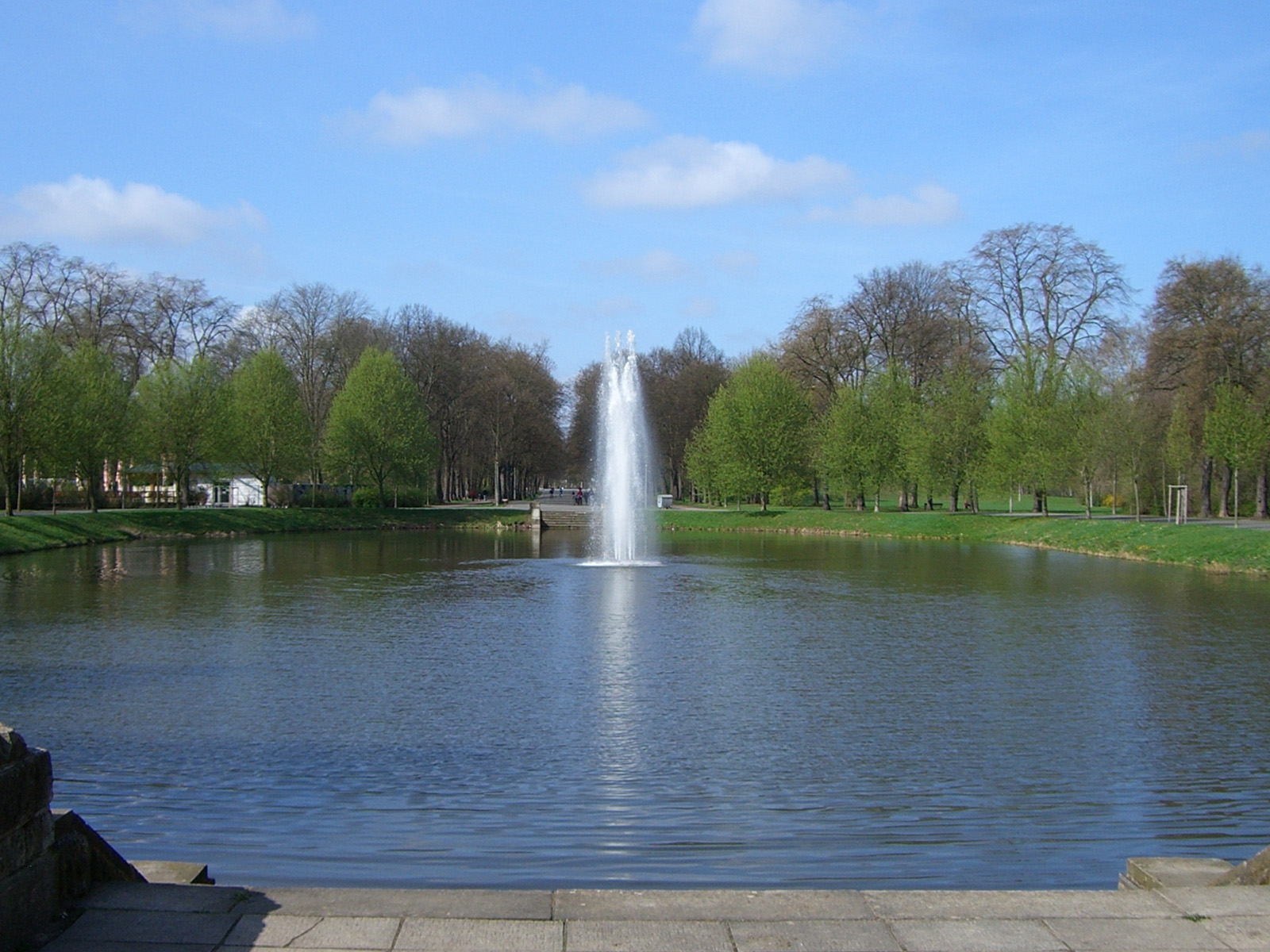
Blick über das Bassin in die Anton-Bruckner-Allee, ehemals Hauptachse der Ausstellung (2010)
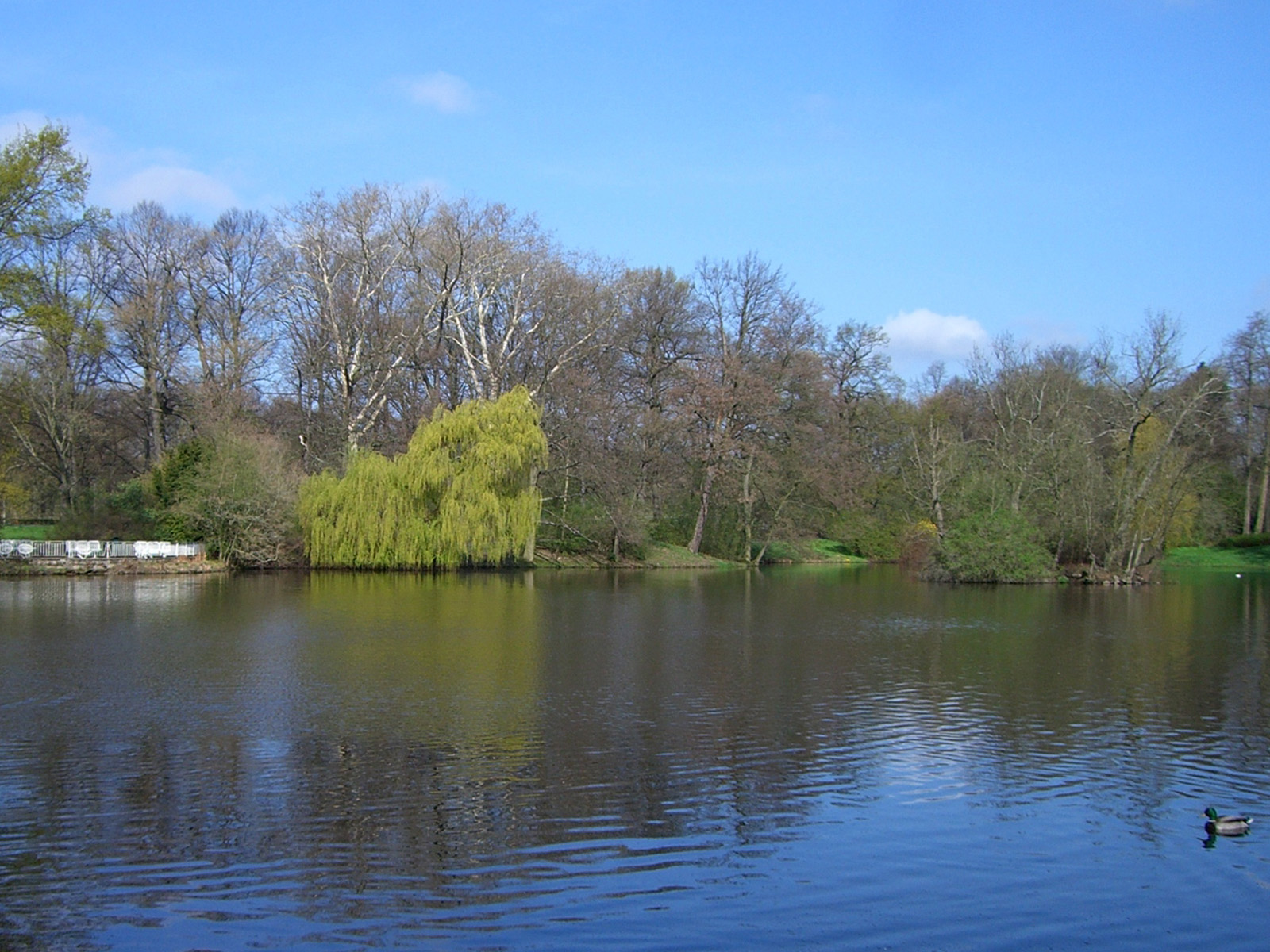
Der Inselteich. Die Insel (rechts) trug damals die beleuchtete Fontäne. (2010)
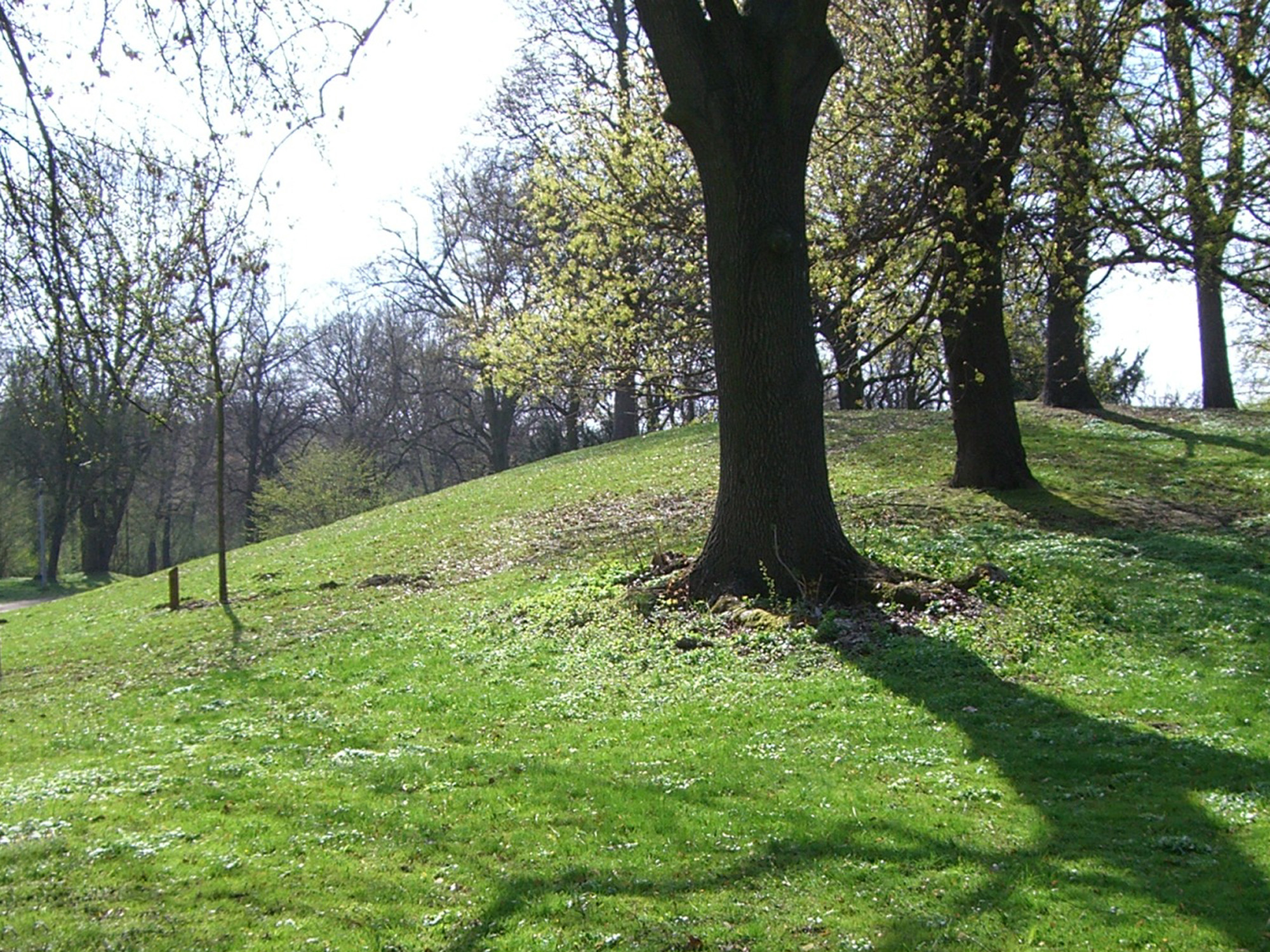
Die „Warze“ an der Stelle des ehemaligen Theaters (2010)
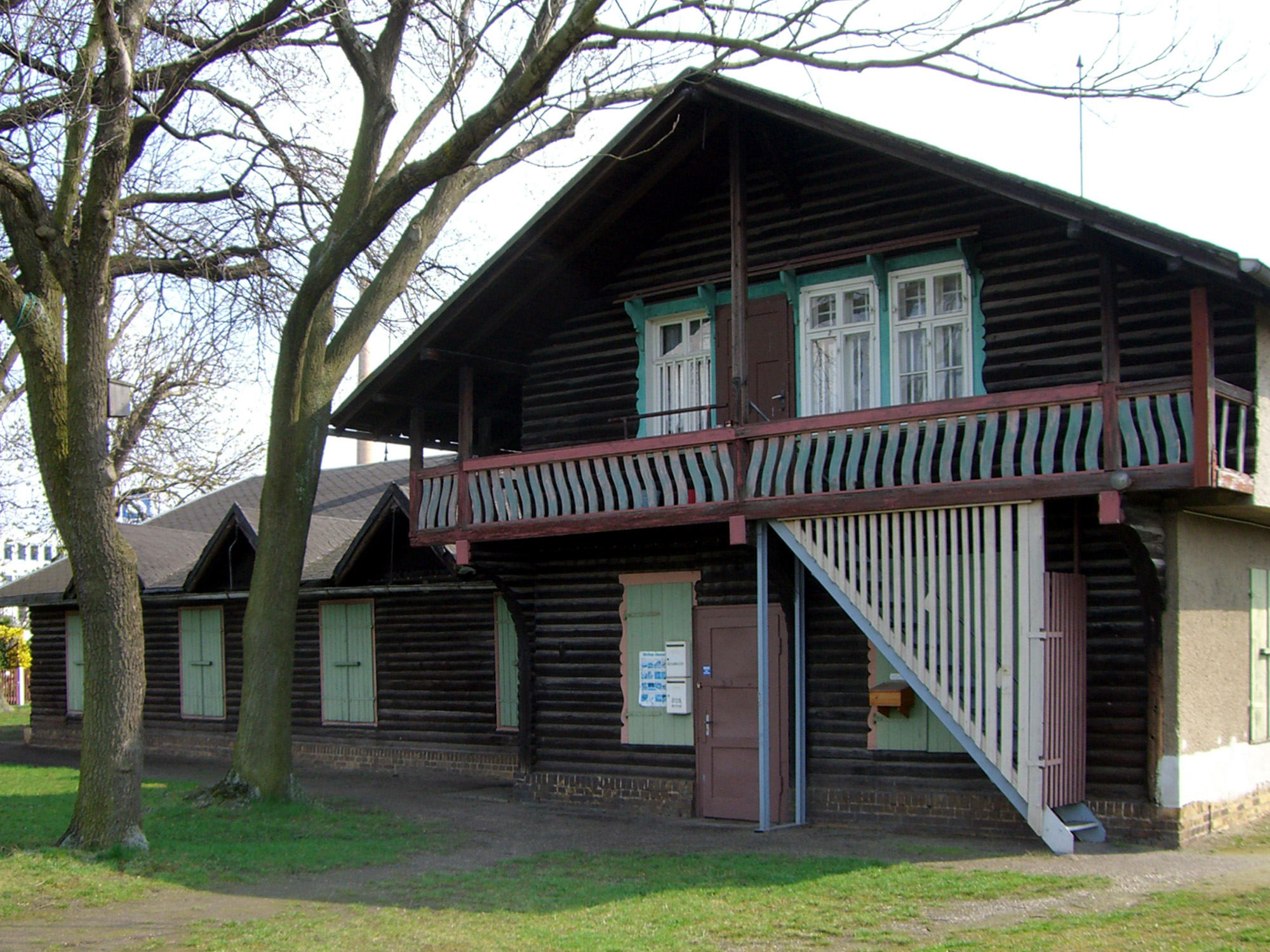
Das Blockhaus aus dem Kneipenviertel der Ausstellung (2010)

## Varia
- Auf dem Gelände gab es als Komfort für die Besucher eine elektrisch betriebene Ausstellungs-Bahn.
- Die Leipziger Ausstellungs-Zeitung erschien täglich als offizielles Organ der Ausstellung.[14]